# Rio Mau (Penafiel)
Rio Mau é uma povoação portuguesa sede da Freguesia de Rio Mau do Município de Penafiel, freguesia com 6,13 km² de área e 1340 habitantes (censo de 2021), tendo, por isso, uma densidade populacional de 218,6 hab./km².
Fica na margem direita do rio Douro. Situa-se a sul da sede do município, a cidade de Penafiel, da qual dista 22 km, e a nascente da cidade do Porto da qual dista 30 km.
A freguesia foi criada em 1984 pela Lei nº 42/84, de 31 de dezembro, com lugares desanexados da freguesia de Sebolido.

## Demografia
A população registada nos censos foi:
| Distribuição da População por Grupos Etários | Distribuição da População por Grupos Etários | Distribuição da População por Grupos Etários | Distribuição da População por Grupos Etários | Distribuição da População por Grupos Etários |
| -------------------------------------------- | -------------------------------------------- | -------------------------------------------- | -------------------------------------------- | -------------------------------------------- |
| Ano                                          | 0-14 Anos                                    | 15-24 Anos                                   | 25-64 Anos                                   | > 65 Anos                                    |
| 2001                                         | 233                                          | 252                                          | 825                                          | 175                                          |
| 2011                                         | 220                                          | 128                                          | 861                                          | 205                                          |
| 2021                                         | 157                                          | 159                                          | 741                                          | 283                                          |

## História
Terra que foi de pescadores, antes da construção da barragem de Crestuma-Lever, uma das atividades principais desenvolvidas nesta freguesia duriense era a pesca do sável e da lampreia.
Rio Mau tem atividade de apicultura. Precursora nesta atividade que teve no Padre Manuel Sousa Tavares o seu grande impulsionador, hoje conta com modernas unidades da produção de material apícola que exporta.
O topónimo Rio-Mau deriva, sem dúvida, do ribeiro, algo avultado que ai mesmo desagua no Douro, nascido ao norte, no castrejo do Mosinho (significando aí Rio o mesmo que o latim rivu, não propriamente o curso de água notável, como hoje, mas um ribeiro ou riacho - prova da antiguidade da designação do local).
A história de Rio-Mau é muito interessante. Participando do senhorio da estirpe dos padroeiros ou fundadores do não longínquo Mosteiro de Paço de Sousa e, por meio desta estirpe, com os haveres da grande linhagem dos Gascos.
Foi desde antes da nacionalidade da pároquia de Santa Eulália de Pedorido, apesar de situado da parte oposta do rio, em frente porém da própria Igreja por doações de cavaleiros e donos das estirpes aludidas, já no século XII possuía aqui haveres o mosteiro de Paço de Sousa.
Na composição de 1235, entre o abade deste (Rio-Mau) e a Mesa Conventual, foi cedido à oficina dita de Santa Maria in rivulo malo unum casale. Em 1250, por comissão de D. Afonso III, os priores dos mosteiros de Vila Boa do Bispo e de Vilela e o Juiz da terra de Aguiar (de Sousa) deram a sentença de não serem reguengadas as herdades do mosteiro em Rio-Mau e outros lugares, adjudicando-as ao cavaleiro-fidalgo João Martins de Ataíde e seus irmãos e aos mosteiros de que eles eram herdeiros. Alguns dos haveres aqui do mosteiro de Paço de Sousa provinham da doação feita em 1145 por D. Elvira Peres constante de metade íntegra da villa e o casal atrás referido foi, por certo, o doado em 1161, com mais haveres noutros lugares da terra de Penafiel, por D. Soeiro Pais. Parece que este casal era sito no lugar da Torre, como se vê de um documento de 1704 e de um emprazamento feito em 1600 a André Soares pelo Convento.
Em 1711, fez-se composição entre este e o abade de S. Salvador de Folgosa, sobre o olival de Banhos, pertença da Cavada de Rio-Mau, sendo julgada pelo vigário geral de D. Tomás de Almeida, Bispo do Porto.
No princípio do século XIX, os habitantes deste lugar, separados do resto da freguesia pelo Douro, requereram à Coroa a inclusão de Rio-Mau na freguesia de Sebolido o que lhes foi justamente satisfeito, depois de longos séculos nesta singular situação (originada por certo, dos «dextros» pré-nacionais da Igreja de Santa Eulália de Pedorido).
Nos meados do século XIII, a freguesia de Canelas compreendia 36 casais alguns deles ou em grande parte, nos lugares que hoje entram na de Sebolido e Rio-Mau, havia ainda duas granjas monásticas. Desses casais sete eram do mosteiro de Paço de Sousa, alguns em Sebolido ou Rio-Mau, sendo já conhecida a sua proveniência de doações dos padroeiros do dito Cenóbio e de dos Gascos dos séculos XI e XII, como das granjas, uma existente em Sebolido et hoc casale jacet in Cebolido pagava este foro à Coroa por ano: um almude de pão; um carneiro entrada ao mordomo da Coroa e ainda obrigavam ao seguinte: disposto pela passagem do Douro: se tivessem redes deviam deitar um vez em qualquer dia, ao senhor da terra (O Rico-Homem de Penafiel); "e de todo o pescado que matarem, um deve ser para o Rei, a quarta parte e de todo o mais pescado, morto em todos os barcos daquele rio, devem dar ao Rei o primeiro sável e a primeira lampreia mortos"

## Património
- Igreja de São João (matriz)
- Moinhos
- Campo arqueológico
- Poço negro
- Serra da Boneca

## Instituições Desportivas
- Rio Mau Futebol Clube
- União Desportiva Santa Isabel 2005
- Centro de Recreio Popular de Rio Mau

## Instituições Culturais
- Associação Banda Musical de Rio Mau